# Sergio Núñez
Sergio Fabián Núñez Rosas, noto semplicemente come Sergio Núñez (Paysandú, 30 giugno 2000), è un calciatore uruguaiano, attaccante del Danubio in prestito dal Liverpool (M).

## Caratteristiche tecniche
È un centravanti.

## Carriera
Cresciuto nel settore giovanile del Peñarol, ha esordito in prima squadra il 16 agosto 2020 in occasione dell'incontro di Primera División Profesional vinto 2-0 contro il Boston River.

## Statistiche
Statistiche aggiornate al 20 settembre 2020.

### Presenze e reti nei club
| Stagione        | Squadra         | Campionato      | Campionato | Campionato | Coppe nazionali | Coppe nazionali | Coppe nazionali | Coppe continentali | Coppe continentali | Coppe continentali | Altre coppe | Altre coppe | Altre coppe | Totale | Totale | Totale |
| Stagione        | Squadra         | Comp            | Pres       | Reti       | Comp            | Pres            | Reti            | Comp               | Pres               | Reti               | Comp        | Pres        | Reti        | Pres   | Reti   |        |
| --------------- | --------------- | --------------- | ---------- | ---------- | --------------- | --------------- | --------------- | ------------------ | ------------------ | ------------------ | ----------- | ----------- | ----------- | ------ | ------ | ------ |
| 2020            | Peñarol         | PD              | 4          | 0          |                 | -               | -               | CL                 | 0                  | 0                  |             | -           | -           | 4      | 0      |        |
| Totale carriera | Totale carriera | Totale carriera | 4          | 0          |                 | -               | -               |                    | 0                  | 0                  |             | -           | -           | 4      | 0      |        |

## Palmarès

### Competizioni nazionali
- Supercopa Uruguaya: 1

Peñarol: 2022